# Kamina
Kamina är huvudstad i provinsen Haut-Lomami i Kongo-Kinshasa. År 2013 hade staden 163 980 invånare.
Kamina är ett viktigt järnvägsnav; tre linjer går från Kamina i nordlig, västlig och sydlig riktning. Det finns två flygplatser, en civil (Kamina flygplats) och en militär (Kamina flygbas).